# Đại lộ Norodom

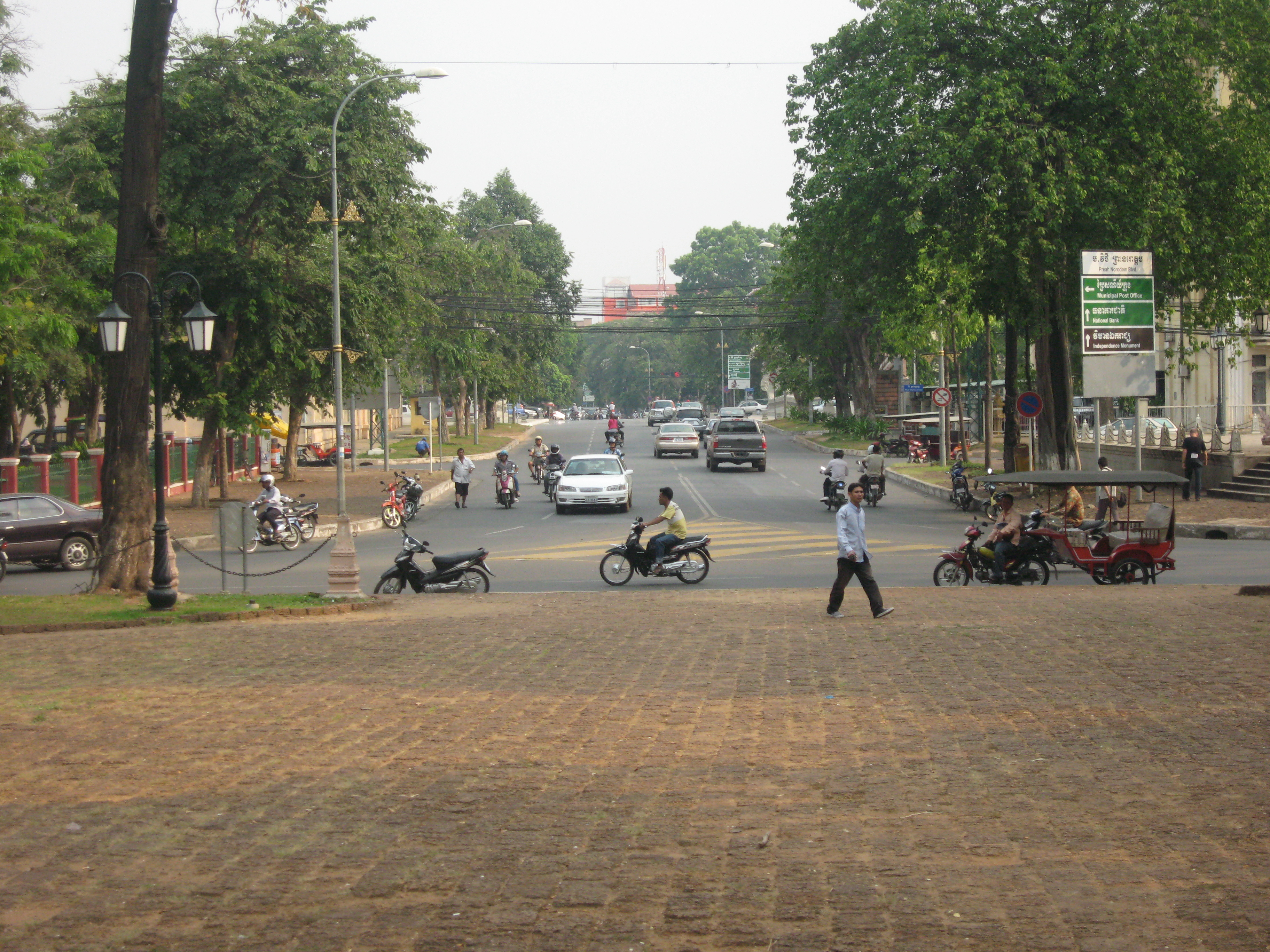
Đại lộ Norodom nhìn từ chùa Wat Phnom

Đại lộ Norodom (tiếng Khmer: មហាវិថីព្រះនរោត្តម) là một đại lộ lớn ở thủ đô Phnôm Pênh, Campuchia được đặt theo tên của Quốc vương Norodom. Đại lộ này kết nối với Cầu Monivong ở phía đông nam sông Bassac và nối liền phía bắc của thành phố ngay tại ngôi chùa nổi tiếng Wat Phnom. Đại lộ Norodom dưới thời Pháp thuộc từng mang cái tên cũ là Đại lộ Doudart de Lagrée.
Đại lộ Norodom giao với Đại lộ Sihanouk hai phía đông-tây ngay tại Tượng đài Độc lập và nằm gần chùa Wat Lanka.
Trường Quốc tế Phnôm Pênh và Trường Sisowath đều nằm trên đại lộ này, cũng như các đại sứ quán của Singapore và Miến Điện/Myanmar.